# Townshendové

Erb Townshendů

Townshendové jsou anglický šlechtický rod připomínaný od 15. století v hrabství Norfolk. Z venkovské statkářské rodiny se v 17.–18. století stala významná politická dynastie, řada členů rodu zastávala vysoké funkce ve vládě, vysokých hodností dosáhli v armádě, námořnictvu i církevní hierarchii. Townshendovy zákony, které byly bezprostřední příčinou války amerických kolonií za nezávislost, byly pojmenovány po ministru financí Charlesu Townshendovi. Po jeho bratranci Thomasu Townshendovi, 1. vikomtu Sydney, bylo pojmenováno město Sydney v Austrálii. Vliv rodu poklesl v 19. století, dodnes ale rod užívá titul markýzů získaný v roce 1787.

## Historie rodu
Prvním doloženým předkem rodu je Roger Townshend připomínaný v polovině 15. století v hrabství Norfolk. Již tehdy bylo majetkem rodu panství Raynham a zdejší zámek Raynham Hall je dodnes hlavním rodovým sídlem. Sir Roger Townshend (1477–1551) byl poslancem Dolní sněmovny, sloužil v armádě a zúčastnil se rozprodeje klášterních majetků za Jindřicha VIII. a v roce 1518 byl povýšen do šlechtického stavu. Vlastnil statky v Norfolku, kde se v regionální správě angažovali i jeho potomci, Sir Roger Townshend (1596–1637) získal titul baroneta. Jeho syn Horatio Townshend, 1. vikomt Townshend (1630–1687) podpořil restauraci Stuartovců a jako baron vstoupil do Sněmovny lordů (1661), později získal titul vikomta (1682).

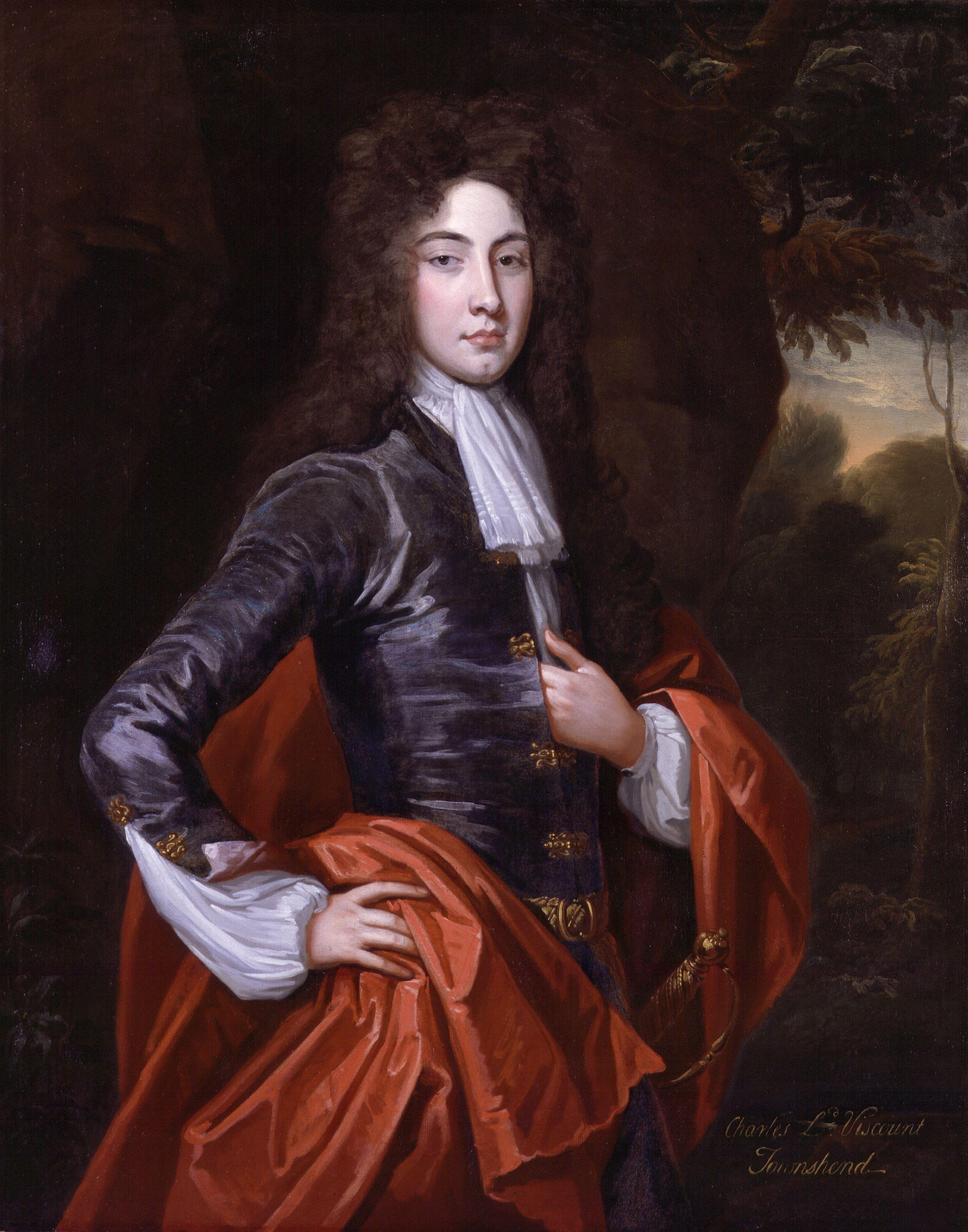
Britský ministr zahraničí Charles Townshend, 2. vikomt Townshend (1674–1738)

Horatiův syn Charles (1674–1738) patřil k nejvýznamnějším státníkům první poloviny 18. století, proslul jako dlouholetý ministr zahraničí. Ačkoliv byl blízce spřízněn s premiérem Robertem Walpolem, právě Walpole zapříčinil dočasnou eliminaci vlivu Townshendů. V polovině 18. století následoval opětovný vzestup Townshendů, v roce 1760 zasedalo v Dolní sněmovně šest členů rodu, jeden byl členem Sněmovny lordů. Townshendové tehdy zastávali řadu vládních úřadů, sloužili v armádě a námořnictvu. George Townshend, 4. vikomt (1724–1807) dosáhl hodnosti polního maršála a v roce 1787 byl povýšen na markýze.
Od hlavní rodové linie se v 18. století odštěpila větev vikomtů a později hrabat Sydneyů. Na jejím počátku stál Thomas Townshend (1733–800), který byl v roce 1789 povýšen na vikomta. Jeho vnuk John Robert (1805–1890) zastával vysoké posty u dvora a v roce 1876 byl povýšen na hraběte. Zemřel však bez potomstva a jeho úmrtím titul hrabat ze Sydney zanikl.
Současným hlavním představitelem rodu je Charles Townshend, 8. markýz Townshend (* 1945).

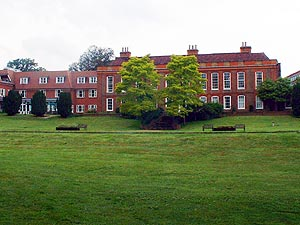
Zámek Frognal House, hlavní sídlo vikomtů a hrabat Sydney v 18. a 19. století

## Rodová sídla
Hlavním rodovým sídlem je dodnes zámek Raynham Hall v hrabství Norfolk. Na tomto panství se poprvé připomíná Roger Townshend v první polovině 15. století. Zámek byl postaven v 17. století za Sira Rogera Townshenda, pozdější úpravy pocházejí z let 1725–1732 od architekta Williama Kenta. Dočasně i dlouhodobě patřila Townshendům řada dalších šlechtických sídel, na přelomu 19. a 20. století vlastnili například zámek Stiffkey Old Hall, měli také pozemky v hrabstvích Warwick a Essex, jistou dobu sídlili i v Irsku. V linii vikomtů a hrabat Sydney v 18.–19. století rod sídlil na zámku Frognal House (hrabství Kent, dnes Londýn)

## Významné osobnosti
- Charles Townshend, 2. vikomt Townshend, britský ministr zahraničí
- George Townshend, 1. markýz Townshend, britský polní maršál a místokrál v Irsku
- Sir Charles Townshend, britský ministr financí
- Charles Townshend, 1. baron Bayning, britský politik
- Thomas Townshend, 1. vikomt Sydney, britský ministr vnitra
- John Thomas Townshend, 2. vikomt Sydney, britský politik
- John Robert Townshend, 1. hrabě Sydney, britský dvořan